# La Ruche infernale
Pour les articles homonymes, voir Killer Bee.
La Ruche infernale (ou Killer Bees pour la version européenne, Killer Bees! pour la version nord-américaine) est un jeu vidéo d'action sorti en 1983 sur console Videopac. 

## Système de jeu
Le jeu met le joueur aux commandes d'un essaim d'abeilles tueuses blanches luttant contre des escadrons d'Abeillons (Beebots), des envahisseurs bleus et rouges venus d'un autre monde. Plus le temps passe, plus les Abeillons et les essaims d'abeilles de couleur qui les protègent se font hostiles.
Le jeu propose 26 niveaux de difficulté.

## Développement
Killer Bees! est programmé par Robert S. Harris (en) pour l'Odyssey², dans la série Challenger Series. Il s'agit d'un des rares jeux à utiliser le module vocal The Voice Module de la console. Il est ensuite converti pour le Videopac du marché européen, où il est édité sous le titre Killer Bees, cartouche no 52. Il perd au passage ses effets vocaux, le module d'extension n'existant pas sur la console européenne. En revanche, il bénéficie d'une version aux graphismes améliorés pour le Videopac+, numérotée no 52+ et intitulée Killer Bees : La Ruche infernale.
Il existe également une version pour le marché brésilien, intitulée Abelhas Assassinas!.

## Accueil
Si la revue Computer Game évoque très peu le gameplay du jeu, elle souligne que son thème des abeilles tueuses est dans l'air du temps, inspiré de films comme Quand les abeilles attaqueront (en) (1976) de Bruce Geller ou L'Inévitable Catastrophe (1978) d'Irwin Allen.
Le magazine italien Videogiochi (it) juge les graphismes « très impressionnants » et les effets sonores « également complets et efficaces », pour conclure que Killer Bees est « un des meilleurs jeux jamais réalisés pour Videopac ».